# کاناپولیس (باهیا)
کاناپولیس (به پرتغالی: Canápolis) یک منطقهٔ مسکونی در برزیل است که در باهیا واقع شده‌است. کاناپولیس ۹٬۷۰۳ نفر جمعیت دارد.